# Neromia strigulosa
Neromia strigulosa är en fjärilsart som beskrevs av Louis Beethoven Prout 1925. Neromia strigulosa ingår i släktet Neromia och familjen mätare. Inga underarter finns listade i Catalogue of Life.